# Prototype (banda)
Prototype é uma banda americana de metal progressivo/thrash metal formada em 1994 na cidade de Los Angeles. A canção "The Way It Ends" fez parte do jogo eletrônico Guitar Hero III: Legends of Rock como uma faixa bônus.

## História

### Década de 1990
A banda foi formada em 1994 quando o vocalista e também guitarrista Vince Levalois e o guitarrista Kragen Lum param de se apresentar em Los Angeles como Psychosis, e decidiram mudar o nome da banda para Prototype. Eles rapidamente contrataram o baterista Damion Ramirez (Fathom, Capitol Eye, Long Beach Shortbus) e o baixista Stephen Gambina (Æon Spoke), e começaram a gravar novas composições para o seu álbum de estreia, um demo intitulado Seed. O demo aclamado pela crítica continha apenas três faixas: "Seed", "Shine", and "Dead of Jericho". As três faixas apareceram mais tarde em dois álbuns da banda. Críticos de todo o mundo elogiaram o demo, e até mesmo se referiram a ele como um ponto de referência para o metal progressivo moderno.
Em 1997 o baterista Pat Magrath (Killing Culture, Steel Prophet) e o baixista Mike Bear entraram na banda, substituindo Damion Ramirez e Steve Gambina, respectivamente. A nova formação do Prototype começou a gravar o EP de estreia da banda Cloned, que foi lançado em 1998. Em 1999, Mike Bear foi substituído pelo novo baixista Kirk Scherer.

### Anos 2000
Em 2002, Pat Magrath saiu do Prototype. No mesmo ano a banda aparece no Phantom Lords - A Tribute to Metallica, tocando um cover da musica Battery. A banda lança seu primeiro álbum Trinity, que foi lançado em 2002. No ano seguinte cinco músicas do álbum foram destaque na trilha sonora do jogo True Crime: Streets of LA.
A banda lançou o seu segundo álbum, Continuum, lançado em 2006. Pat Magrath foi convidado para tocar bateria em um faixa, enquanto que no restante das faixas Damion Ramirez assumiu as baquetas. Além disso, a primeira faixa do álbum "The Way It Ends" aparece como faixa bônus do jogo Guitar Hero III: Legends of Rock. "Synthespian" aparece no jogo Tony Hawk's Downhill Jam. Lum, Levalois, e Scherer foram endorsers da Jackson Guitars por dois anos aparecendo nos catálogos de produtos da marca. Lum foi destaque no catálogo custom shop de guitarras com sua guitarra Soloist de sete cordas.
Em 2008, a banda recrutou o baterista Nic Ritter, que também se apresentou na banda de thrash metal Warbringer. Ainda neste ano, Kragen Lum também se juntou a banda de thrash metal de São Francisco, Heathen. Devido a compromissos de Ritter, a banda decidiu que ficaria com o antigo baterista Pat Magrath em 2009.

### Anos 2010
A banda lançou o seu terceiro álbum intitulado Catalyst no começo de 2012 pela Nightmare Records. Com dois anos de produção, é um álbum conceitual com temática de ficção científica, e possui 12 faixas e mais de 60 minutos de duração. O álbum foi produzido pela banda e mixado por Neil Kernon, foi masterizado por Alan Douches a capa ficou a cargo de Travis Smith. A data de lançamento do álbum será no dia 11 de setembro de 2012.

## Integrantes
- Vince Levalois – vocal
- Kragen Lum – guitarra
- Kirk Scherer – baixo
- Nic Ritter – bateria

## Discografia
Estúdio[carece de fontes?]
- Trinity (2002)
- Continuum (2006)
- Catalyst (2012)

Álbuns ao vivo
- Live At The Whisky 1998 (2014)

Demos
- Seed (1994)
- Rehearsal Demo 1995 (1995)
- Demo 1997 (1997)
- Demo 2004 (2004) (não lançado)
- Demo 2008 (2008) (não lançado)

EPs
- Cloned  (1998)
- The Video Game EP (2013)

Coletâneas
- Retrospect (2012)